# Anna Chojnacka

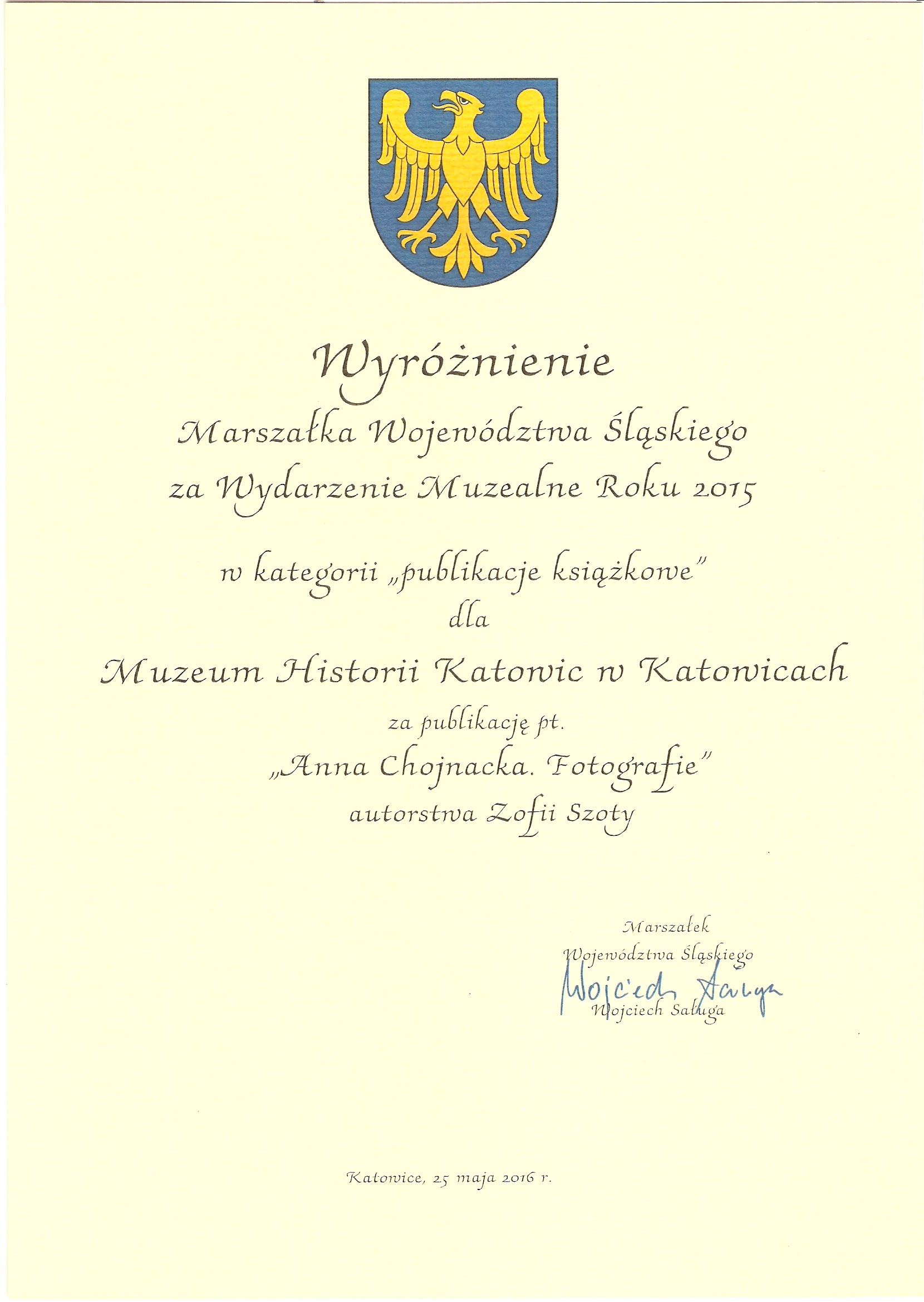

Anna Chojnacka (ur. 2 grudnia 1914 w Sosnowcu, zm. 25 grudnia 2007 w Katowicach) – polska artystka fotograf, uhonorowana tytułami Artiste FIAP (AFIAP) i Excellence FIAP (EFIAP).

## Życiorys
Urodziła się w Sosnowcu, ale młodość spędziła w Warszawie. W czasie okupacji niemieckiej przeprowadziła się do Katowic. W 1958 roku została przyjęta do Związku Polskich Artystów Fotografików (ZPAF). W 1962 roku zdobyła I nagrodę ZAIKS za album „Wśród plastyków śląskich”, w następstwie czego zadebiutowała wystawą fotografii w warszawskiej Zachęcie pod tym samym tytułem. W latach 1950–1959 była kierownikiem redakcji reklamowej w wydawnictwie „Śląsk”. Współpracowała z pracowniami sztuk plastycznych, wydawnictwami oraz Śląskim Instytutem Naukowym. Była współautorką albumu „Barwy i rytmy Śląska” wydanego w 1969 roku. W latach 1975–1987 była przewodniczącą Komisji Kwalifikacyjnej ZPAF.
W 1963 roku otrzymała tytuł AFIAP (Artiste FIAP), nadany przez Międzynarodową Federację Sztuki Fotograficznej FIAP, a w 1976 roku tytuł EFIAP (Excellence FIAP). W 1977 roku została rzeczoznawcą Ministerstwa Kultury i Sztuki do spraw fotografii.
Anna Chojnacka była autorką i współautorką wielu wystaw indywidualnych i zbiorowych w Polsce (m.in. w Warszawie, Toruniu, Katowicach, Bytomiu i Krakowie) i za granicą, a fotografie Chojnackiej prezentowane są na prestiżowych wystawach również po jej śmierci. W roku 2014 w Muzeum Historii Katowic przygotowano pierwszą monograficzną wystawę jej zdjęć, które zostały wydane rok później w formie albumu zredagowanego przez Zofię Szotę.
Fotografie Anny Chojnackiej znajdują się m.in. w kolekcji Museum of Modern Art w Nowym Jorku oraz w zbiorach Działu Fotografii Muzeum Historii Katowic. W uznaniu za swoją twórczość fotograficzną Chojnacka otrzymała liczne nagrody i wyróżnienia.

## Wybrane wystawy
- VI Okręgowa Wystawa Fotografii Artystycznej ZPAF; „Śląsk w Katowicach” (1960)[7]
- II Międzynarodowa Wystawa Fotografii Artystycznej ZPAF w Warszawie (1961)
- „Człowiek w Polsce Ludowej”; (Warszawa 1963)
- „Polska rzeźba w fotografice”; (Warszawa 1967)
- „Portret”; Wystawa Inauguracyjna Galerii ZPAF (Warszawa 1970)
- „Ochrona środowiska człowieka”; (Warszawa 1971)
- „Słońce”; Międzynarodowa Wystawa Fotografii ZPAF; (Warszawa 1973)
- „Polska – kraj i ludzie”; Ogólnopolska Wystawa Fotografii ZPAF (Warszawa 1974)
- „Powstała w polskim krajobrazie”; (Katowice 1979)
- „Polska Fotografia Współczesna”; (Warszawa 1985)
- „Krajobrazy świata w fotografii polskich podróżników”; (Warszawa 1987)

## Projekty
- Wśród plastyków śląskich[2][3][4]
- Teofil Ociepka[2]
- Nowy wspaniały świat lub Złom[2][3]
- Strachy[2][3]
- Ten bal... ten żal… te fotografie[2]
- W poszukiwaniu utraconego czasu[2]

## Odznaczenia
- Srebrna Odznaka Zasłużony dla Rozwoju Województwa Katowickiego (1974)
- Złoty Krzyż Zasługi (1979)
- Odznaka „Zasłużony Działacz Kultury” (1979)
- Medal 40-lecia Polski Ludowej (1984)
- Medal 40-lecia Związku Polskich Artystów Fotografików (1987)